# Онацьки (Полтавський район)
Она́цьки —  село в Україні, у Диканській селищній громаді Полтавського району Полтавської області. Населення становить 48 осіб. До 2020 орган місцевого самоврядування — Водянобалківська сільська рада.

## Географія
Село Онацьки знаходиться на правому березі річки Вільхова Говтва, вище за течією примикає село Водяна Балка, нижче за течією на відстані 0,5 км розташоване село Харпакова Балка (зняте з обліку).

## Історія
12 червня 2020 року, відповідно до розпорядження Кабінету Міністрів України № 721-р «Про визначення адміністративних центрів та затвердження територій територіальних громад Полтавської області», село увійшло до складу Диканської селищної громади.
19 липня 2020 року, в результаті адміністративно - територіальної реформи та ліквідації Диканського району, село увійшло до складу новоутвореного Полтавського району.